# Хорсбург, Лайнетт
Ла́йнетт Хо́рсбург (англ. Lynette Horsburgh, род. 8 февраля 1974 года) — шотландская снукеристка и пулистка, также играла в английский бильярд. Проживает в Блэкпуле, Англия.
Начала играть в бильярд в 8 лет. В 13 сделала свой первый турнирный сенчури-брейк.
В 2001 и 2005 годах Лайнетт была финалисткой женского чемпионата мира. В 2008-м — победительницей чемпионата мира по пулу, в 2005 — финалисткой чемпионата мира английскому бильярду. В 2006 году занимала 1-е место в мировом женском снукерном рейтинге. В общем на счету Хорсбург девять побед на различных бильярдных турнирах.